# Noureddine Zekri
Noureddine Zekri (Batna, Argelia, 4 de noviembre de 1964) es un entrenador de fútbol argelino. Actualmente está sin club.

## Trayectoria
Zekri obtuvo la UEFA Pro Licence en el famoso centro de entrenamiento de fútbol de Italia, el FIGC Settore Tecnico Coverciano.En el año 2000, comenzó su carrera como entrenador en el Brera Calcio con sede en Milán de la Serie D, pero fue despedido poco después y reemplazado por Walter Zenga.Tuvo una segunda etapa en el club italiano durante la temporada 2005-06, donde consiguió el ascenso a la Serie C para luego renunciar al cargo.
El 8 de diciembre de 2009, fue anunciado como entrenador del ES Sétif.Durante su primera temporada, obtuvo la Copa de Argelia, la Copa de Clubes Campeones del Norte de África y la Supercopa de la UNAF. El 18 de agosto de 2010, fue despedido de su cargo debido a los malos resultados obtenidos en la fase de grupos de la Liga de Campeones de la CAF, obteniendo solo un punto en los primeros tres partidos del grupo.
El 11 de marzo de 2011, asumió al frente del MC Alger, en sustitución del francés Alain Michel, y firmó un contrato hasta junio de 2012.Sin embargo, el 10 de julio presentó su renuncia.
En julio de 2012, fue confirmado como técnico del Al-Ahly Shendi.En mayo de 2013, fue suspendido por la directiva del club y más tarde despedido de su cargo.
El 26 de junio de 2013, fue contratado por el Al-Raed.En febrero de 2014, fue despedido después de una serie de malos resultados que colocaron al club en puestos de descenso.
En octubre de 2014, fue presentado como entrenador del Al-Wakrah.El 20 de febrero de 2015, fue relevado de sus funciones luego de que el equipo se encontrara en las últimas posiciones de la Qatar Stars League.
El 25 de noviembre de 2018, inició su segunda etapa al frente del ES Sétif.En febrero de 2019, anunció su salida del club argelino para asumir como entrenador del Al-Fayha.Tras salvar al equipo del descenso, dejó su cargo.En octubre de 2019, asumió al frente del Damac.Después de un año y medio, presentó su renuncia por motivos de salud en enero de 2021.
Luego de tres años sin dirigir, Zekri fue anunciado como entrenador del Al-Okhdood en abril de 2024 y firmó un contrato hasta el final de la temporada.A pesar de haber salvado al equipo de descender a la Liga de Yello,el club tomó la decisión de no extender su vínculo.
El 14 de octubre de 2024, fue contratado por el Al-Kholood con la misión de permanecer en la máxima categoría del fútbol saudí. Luego de salvar al club del descenso, fue relevado de su cargo en julio de 2025 y reemplazado por Cosmin Contra.

## Clubes

### Como entrenador
| Club           | País           | Año       |
| -------------- | -------------- | --------- |
| Brera Calcio   | Italia         | 2000      |
| Brera Calcio   | Italia         | 2005-2006 |
| ES Sétif       | Argelia        | 2009-2010 |
| MC Alger       | Argelia        | 2011      |
| Al-Ahly Shendi | Sudán          | 2012-2013 |
| Al-Raed        | Arabia Saudita | 2013-2014 |
| Al-Wakrah      | Catar          | 2014-2015 |
| ES Sétif       | Argelia        | 2018-2019 |
| Al-Fayha       | Arabia Saudita | 2019      |
| Damac          | Arabia Saudita | 2019-2021 |
| Al-Okhdood     | Arabia Saudita | 2024      |
| Al-Kholood     | Arabia Saudita | 2024-2025 |

## Palmarés

### Como entrenador

#### Campeonatos nacionales
| Título          | Club     | País    | Año     |
| --------------- | -------- | ------- | ------- |
| Copa de Argelia | ES Sétif | Argelia | 2009-10 |